# Mtoni
Mtoni è una delle circoscrizioni (ward) in cui è suddivisa Dar es Salaam. Appartiene al distretto di Temeke. Si trova nella parte meridionale della città, nella zona del porto, sull'estuario di un canale naturale anch'esso chiamato Mtoni. Le sponde del canale sono paludose e ricche di mangrovie.
Mtoni è una delle aree più povere di Dar es Salaam, e il suo territorio ospita un'enorme discarica, in cui convergono rifiuti civili e industriali da tutta la città. La discarica ha creato danni ambientali di enorme rilievo, inclusi danni genetici ad alcune specie animali e vegetali dell'area, dovuti a residui embriotossiche prodotti dagli stabilimenti tessili della zona.